# دارين هيوز (لاعب كرة قدم أمريكية)
دارين هيوز (بالإنجليزية: Darren Hughes)‏ هو لاعب كرة قدم أمريكية ولاعب كرة قدم كندية أمريكي، ولد في 3 يونيو 1967.

## وصلات خارجية
- دارين هيوز على موقع JustSportsStats.com (الإنجليزية)